# Hongzhou-Brennofen

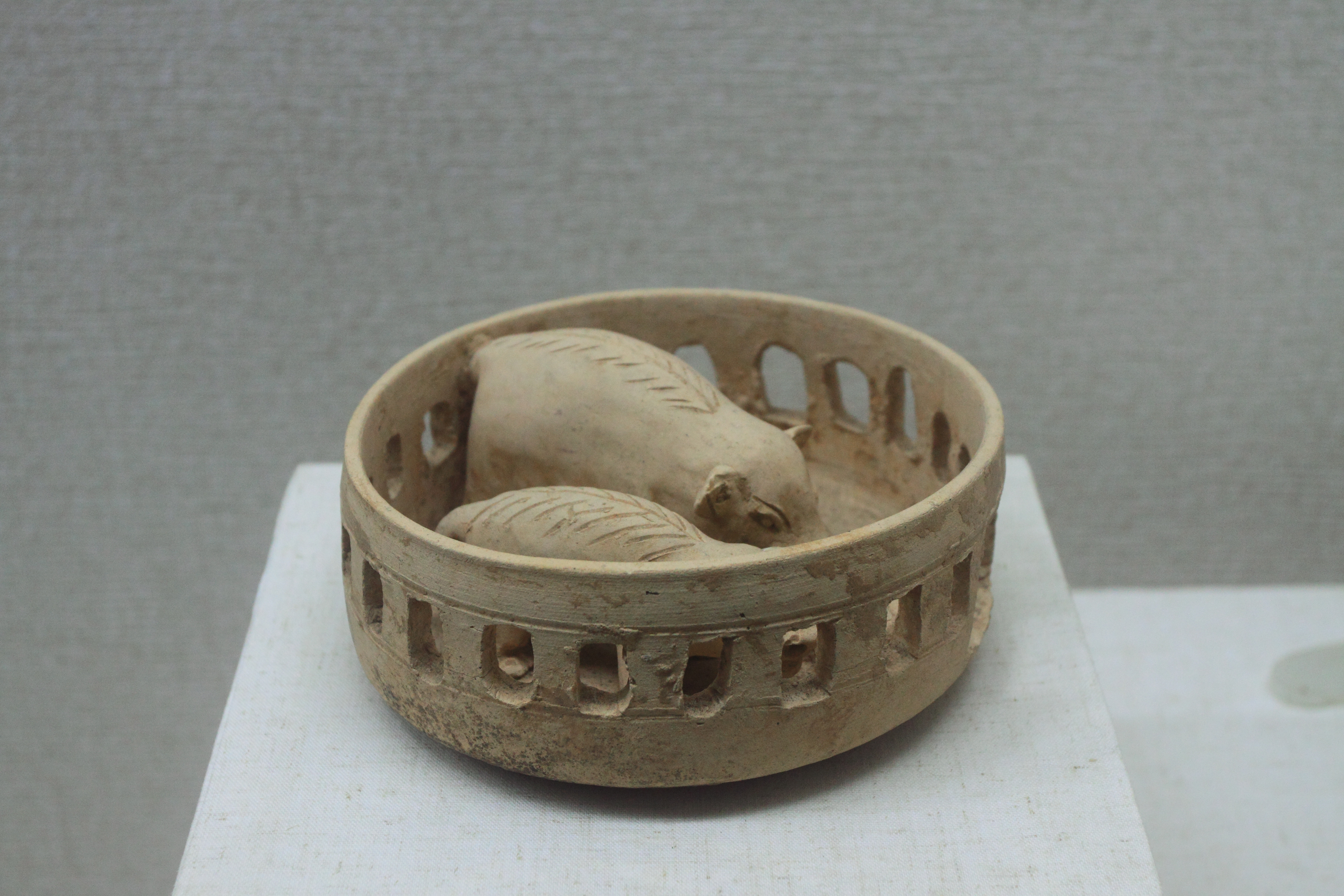

Der Hongzhou-Brennofen (chinesisch 洪州窑, Pinyin Hóngzhōu yáo, englisch Hongzhou kiln), auch Fengcheng-Brennofen (丰城窑,  Fēngchéng yáo, englisch Fengcheng kiln), war ein Keramikbrennofen in Jiangxi, dessen Blütezeit in die Zeit der Tang-Dynastie fiel. Er gilt als einer der Sechs berühmten Seladon-Brennöfen der Tang-Dynastie, worüber bereits Lu Yu in seinem Buch vom Tee berichtet. Er hat bereits in der Zeit der Westlichen Jin-Dynastie Brennkapseln (烧箱,  shāoxiāng, englisch saggar) verwendet.
Die archäologische Stätte befindet sich auf dem Gebiet der Stadt Fengcheng, die zum Verwaltungsgebiet der bezirksfreien Stadt Yichun im Nordwesten der chinesischen Provinz Jiangxi gehört.
Die Stätte wurde vom Institut für Kulturgegenstände und Archäologie der Provinz Jiangxi, dem Archäologischen Institut der Peking-Universität und dem Stadtmuseum Fengcheng untersucht.
Eine Untersuchung seiner Scherben ergab, dass der Ofen von der Östlichen Han-Dynastie bis in die Zeit der Fünf Dynastien produzierte.
Die Stätte des Hongzhou-Brennofens steht seit 1996 auf der Liste der Denkmäler der Volksrepublik China (4-42).